# Carl Hayden
Carl Hayden (Tempe, 1877. október 2. – Mesa, 1972. január 25.) az Amerikai Egyesült Államok szenátora (Arizona, 1927–1969).